# Неллинген
Неллинген (нем. Nellingen) — община в Германии, в земле Баден-Вюртемберг. 
Подчиняется административному округу Тюбинген. Входит в состав района Альб-Дунай.  Население составляет 1889 человек (на 31 декабря 2010 года). Занимает площадь 35,78 км².

## Фотографии

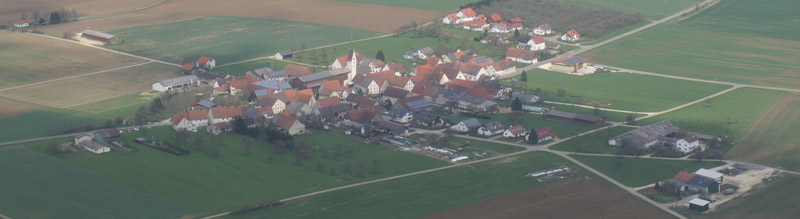
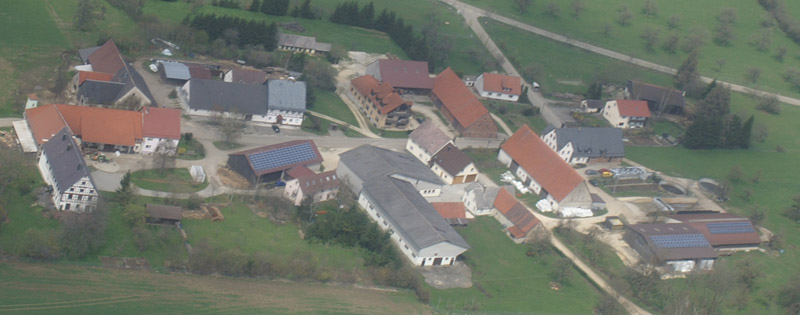
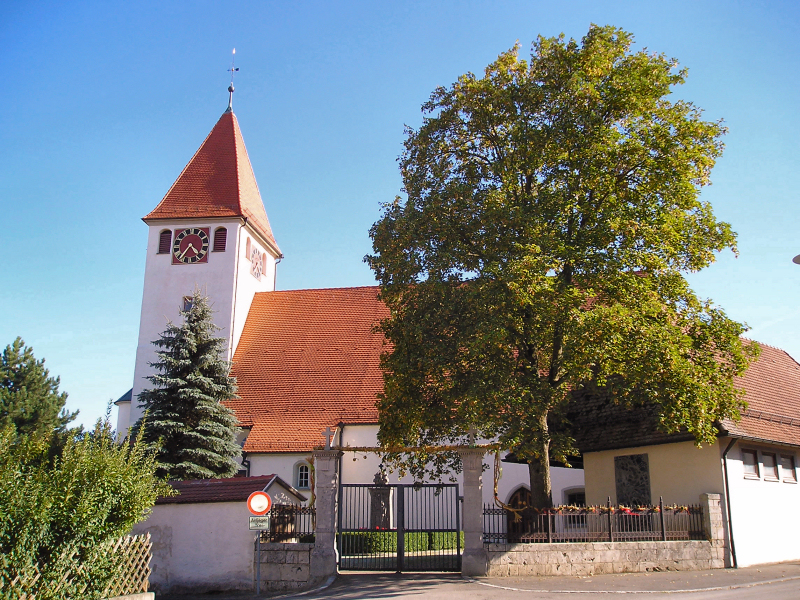
Церковь
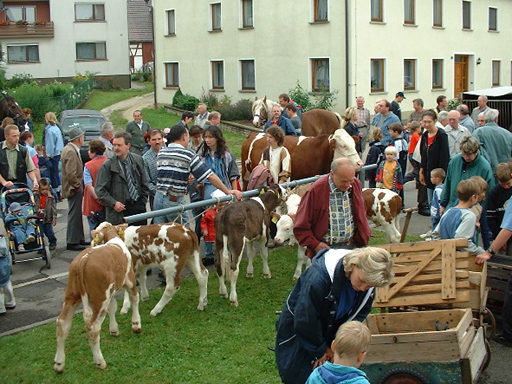